# Amilaga albimacula
Amilaga albimacula là một loài bướm đêm trong họ Noctuidae.